# 아넬리
아넬리(이탈리아어: anelli, 단수: anello 아넬로[*])는 이탈리아의 파스타이다. 가늘고 작은 반지 형태로 된 파스타면을 뜻한다. 수프나 파스타 샐러드에 많이 쓰이는 면이다. 아넬리니(이탈리아어: anellini, 단수: anellino 아넬리노[*]), 아넬레티(이탈리아어: anelletti, 단수: anelletto 아넬레토[*]), 오키알리니(이탈리아어: occhialini, 단수: occhialino 오키알리노[*]) 등으로도 불린다. 아넬리의 작은 형태가 "아넬리니"이며 아넬리에 비교하면 1/4정도의 크기다. 아넬리니는 스파게티 통조림 제품인 SpaghettiOs의 제조면 3개 중의 하나이기도 하다.

## 사진

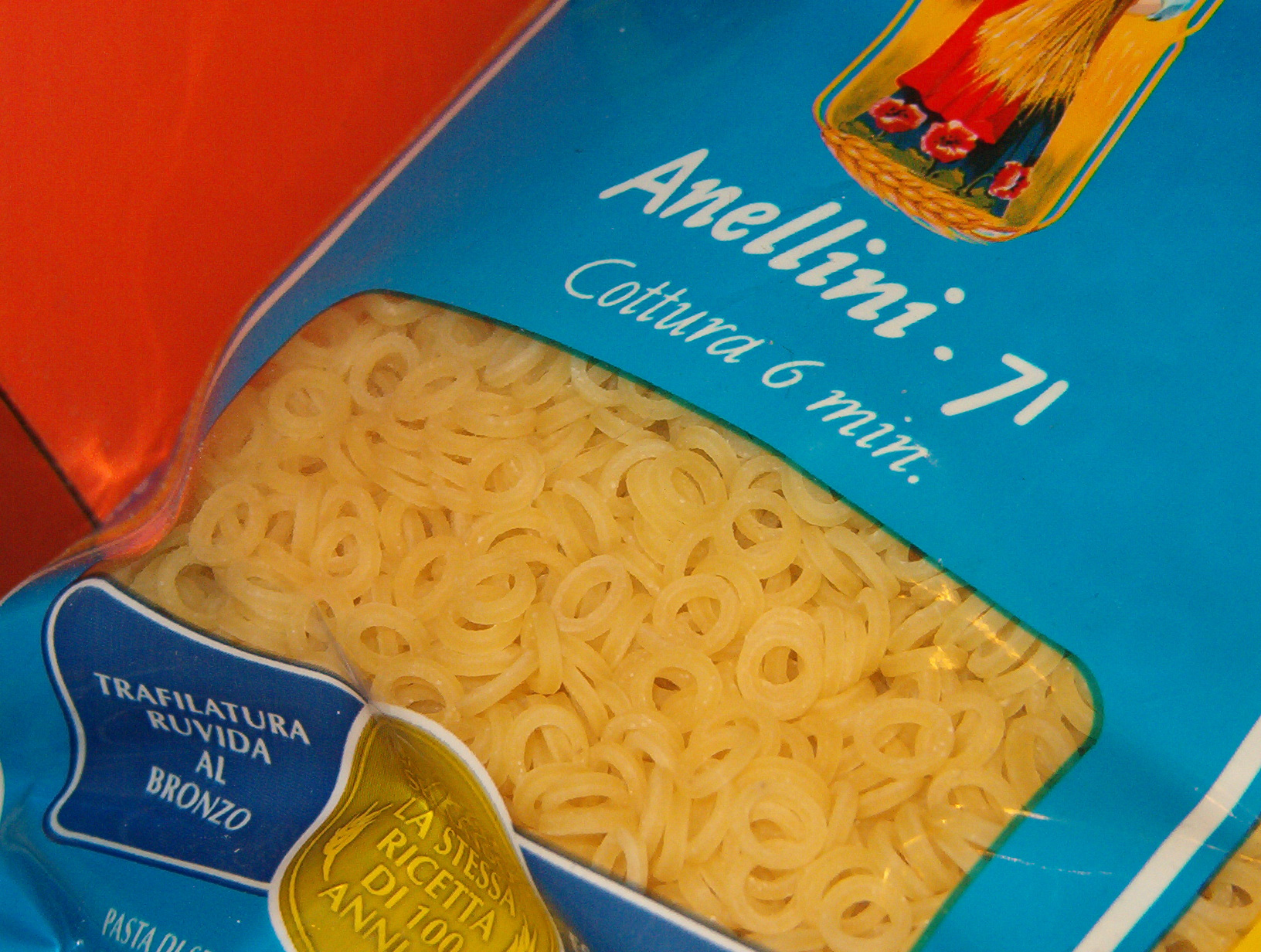
반지 모양으로 된 아넬리니 상품 - 베니스의 가게